# Antoine Duclaux
Pour les articles homonymes, voir Duclaux.
Antoine-Jean Duclaux, né le 26 juillet 1783 à Lyon, et mort le 21 mars 1868 à Sainte-Foy-lès-Lyon, lieu-dit Fontanière, est un peintre français de l'École de Lyon.

## Biographie

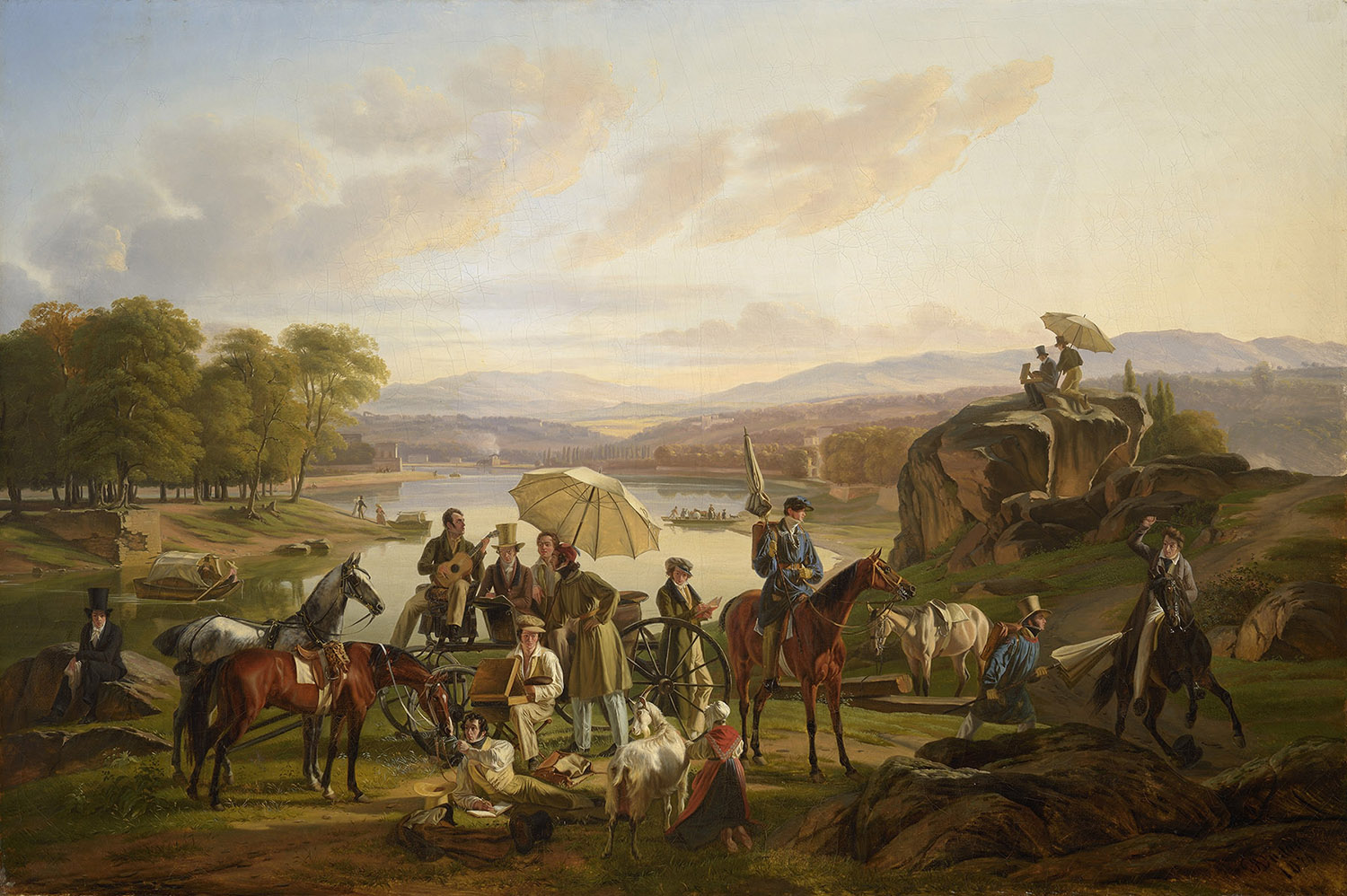
Halte des artistes lyonnais à l'Île Barbe (1824), musée des beaux-arts de Lyon.

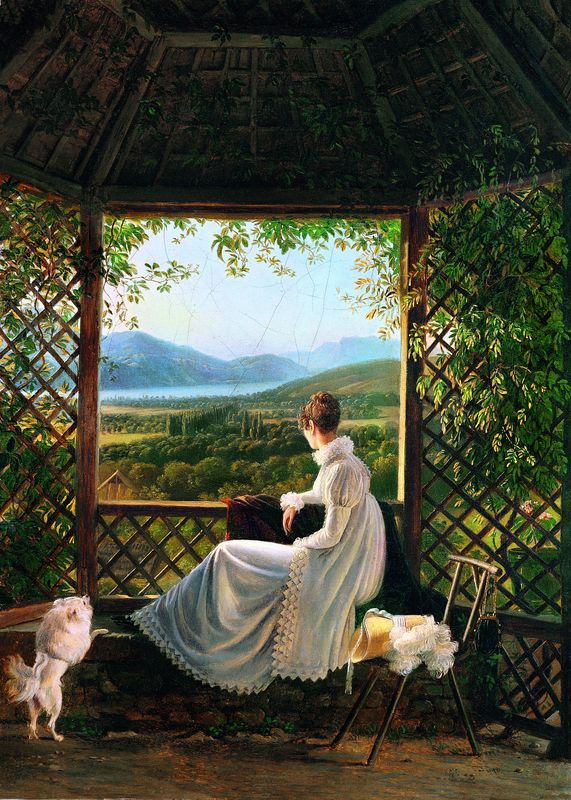
La Reine Hortense à Aix-les-Bains (1813), Arenenberg, musée Napoléon.

Sous la Terreur, la famille Duclaux est persécutée et chassée de Lyon. Elle se réfugie en Bourgogne, à Charrecey, où elle possède le domaine Chandelux. Elle y vit assez misérablement et doit recourir à la charité de ses vignerons. Plusieurs parents des Duclaux sont guillotinés et fusillés dans le Lyonnais. On conçoit que la jeunesse du peintre, assombrie par l'aliénation de son père, la mort de ses deux frères, les massacres de Lyon et le manque d'argent, marque son caractère d'un certain désenchantement souvent teinté d'ironie. Sa mère n'envisage pas que son seul fils survivant puisse consacrer sa vie à la peinture. En 1800, elle le fait entrer dans une maison de commerce, mais cela ne répond pas aux aspirations du jeune homme. Vers 1805, il a l'occasion de partir pour Naples en qualité de secrétaire du général Fursy Compère. Il peut avoir fait la connaissance de ce dernier lors du passage à Lyon du Premier Consul, auquel il aurait offert la première peinture connue de Duclaux, représentant un cheval. Il passe deux ans à la Cour de Joseph Bonaparte où s'affirme son talent de dessinateur.
Lors de ses séjours dans sa maison de campagne de Vourles, entre 1830 à 1850, et au manoir de Moncorin chez son cousin Léonard-Alexandre Olphe-Galliard, il a gravé, dessiné et peint des paysages du village et de ses environs. Ingres le qualifie de moderne, de bon dessinateur d'animaux.
Antoine Duclaux est inhumé à Lyon au cimetière de Loyasse, dans la chapelle Testenoire, où repose également le sculpteur Joseph Fabisch.
Il existe deux portraits de lui et de son épouse, née Marie Joyard, en miniature (1836) par Chabanne.

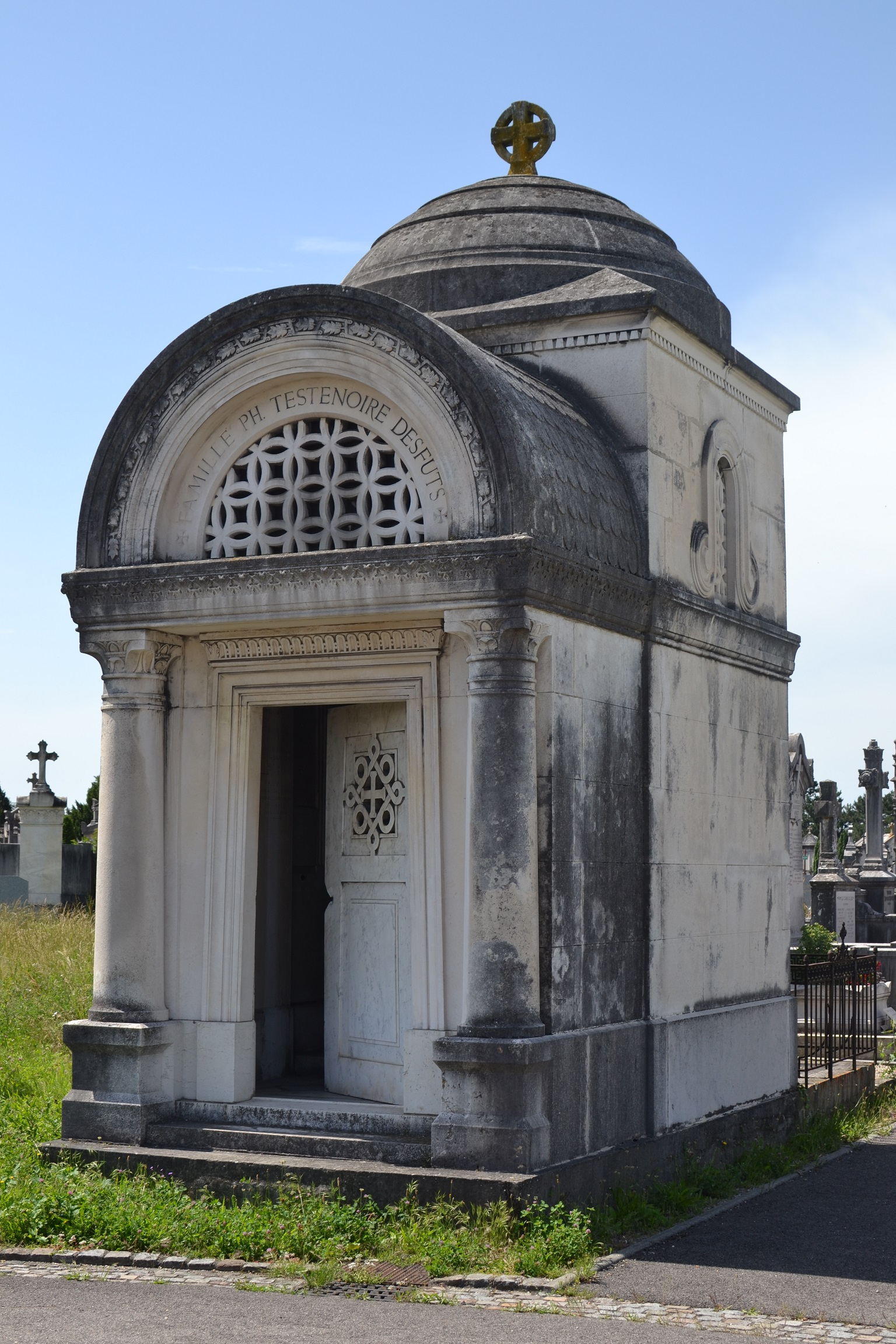
Cimetière_de_Loyasse-chapelle Testenoire

## Collections publiques
Aux États-Unis
- Philadelphie, université La Salle

En France
- Lyon, archives municipales : plusieurs dessins, dont des vues de Lyon et des environs

- Lyon, musée des Beaux-arts : La Halte des artistes lyonnais à l'île Barbe, 1824, huile sur toile[5]
- Lyon, musée Gadagne : plusieurs dessins, estampes et tableaux, dont : Vue du Pont Morand sous la neige
- Saint-Lô, musée d'art et d'histoire, Don Quichotte prenant un troupeau de bœufs pour une armée ennemie, 1814, huile sur toile

En Suisse
- Arenenberg, musée Napoléon : La Reine Hortense à Aix-les-Bains, 1813, huile sur toile

## Expositions
- Vourles : Hommage à Antoine Duclaux, avril 1993,
- Vourles, Maison Forte, Antoine Duclaux et ses amis de l'École lyonnaise, avril 2013,
- Lochieu, musée départemental du Bugey-Valromey, Le Bugey d'Antoine Duclaux (1783-1868) Dessins et Peintures, avril-novembre 2015.